# بورس اختیار معامله شیکاگو
بورس اختیار معامله شیکاگو (سی‌بی‌اوای) بزرگترین بورس معاملات اختیار معامله در آمریکا می‌باشد. از این شرکت با بیش از ۱٫۲۷ میلیارد قراداد اختیار معامله در سال ۲۰۱۴ به عنوان قطب اصلی معاملات اختیار معامله در آمریکا یاد می‌شود. سی‌بی‌اوای امکان خرید و فروش اختیار معامله را در بیش از ۲۲۰۰ شرکت، ۲۲ شاخص سهام و ۱۴۰ صندوق قابل معامله فراهم می‌کند.